# Willy Soemita
William «Willy» Soemita (Commewijne, 1 de marzo de 1936 – 22 de septiembre de 2022) fue un político de Surinam que se ha desempeñó en diversas ocasiones como parlamentario y como ministro.

## Biografía
Su padre Iding Soemita nació en Java Occidental y llegó como obrero contratado a Surinam, donde fundó el partido político Kerukunan Tulodo Prenatan Inggil (KTPI) en 1949. En agosto de 1972, Willy sucedió a su padre como presidente de este partido de surinameses de origen javanés.
Fue jefe del departamento en el Ministerio de Asuntos Económicos, antes de asumir como Ministro de Agricultura, Ganadería y Pesca en 1973. Debido a la corrupción en el sector agrícola en 1977, fue condenado a una pena de prisión de 12 meses. Después de la restauración de la democracia en Surinam, Soemita volvió como ministro en 1988, a pesar de su condena anterior. Esta vez fue nombrado Ministro de Asuntos Sociales y Vivienda. Dejó el cargo en 1990 a causa del golpe militar conocido como el «golpe de teléfono». De 1991 a 1996 fue de nuevo ministro de este último ministerio. En 2007, el entonces de 71 años de edad Soemita fue reelegido como presidente del mismo KTPI.